# جون باديلا
جون باديلا هو لاعب كرة قدم إكوادوري، ولد في 14 أغسطس 1992 في إسمرالداس في الإكوادور. لعب مع نادي ديبورتيفو إل ناسيونال.

## وصلات خارجية
- جون باديلا على موقع قاعدة بيانات كرة القدم.إي يو (الإنجليزية)
- جون باديلا على موقع ناشيونال فوتبول تيمز (الإنجليزية)
- جون باديلا على موقع Soccerway.com (الإنجليزية)
- جون باديلا على موقع AS.com (الإسبانية)